# Maria Magdalena (Vorname)
Maria Magdalena ist ein zweiteiliger weiblicher Vorname.

## Herkunft und Bedeutung
Der Name Maria Magdalena bezieht sich auf Maria von Magdala, eine Jüngerin Jesu Christi.

## Varianten
Die französische Variante des Namens lautet Marie-Madeleine.
Für kontrahierte Varianten: siehe Marlene (Vorname)#Varianten

## Namenstag
Der Namenstag wird nach der Jüngerin am 22. Juli gefeiert.

## Namensträgerinnen
Maria Magdalena
- Maria Magdalena van Beethoven (1746–1787), Mutter des Komponisten Ludwig van Beethoven
- Maria Magdalena Götz (1657–1722), deutsche Dichterin des Barock
- Maria Magdalena Haidenbucher (1576–1650), deutsche Benediktinerin; von 1609 bis 1650 Äbtissin des Klosters Frauenchiemsee
- Maria Magdalena Koller (1957–2019), österreichische Filmregisseurin und Drehbuchautorin
- Maria Magdalena Ludewig (1982–2018), deutsche Regisseurin und Kuratorin
- Maria Magdalena von Österreich (1587–1631), Erzherzogin von Österreich und Großherzogin von Toskana
- Maria Magdalena von Österreich (1689–1743), Erzherzogin von Österreich
- Maria Magdalena von Pazzi (1566–1607), Karmelitin und Mystikerin, Heilige der katholischen Kirche, Schutzpatronin von Florenz und Neapel
- Maria Magdalena Postel (1756–1846), französische katholische Ordensgründerin
- Maria Magdalena Rückert (* 1960), deutsche Historikerin
- Maria Magdalena Z’Graggen (* 1958), Schweizer Künstlerin (Malerei, Zeichnung, Installation und Film)

Marie-Madeleine
- Marie Madeleine (1881–1944; Pseudonym von Gertrud Marie Madeleine Baronin von Puttkamer), deutsche Schriftstellerin und Lyrikerin
- Marie-Madeleine de Brinvilliers (1630–1676), eine der bekanntesten Giftmörderinnen der Kriminalgeschichte
- Marie-Madeleine Dienesch (1914–1998 in Paris), französische Politikerin und Diplomatin, von 1979 bis 1980 Mitglied des Europäischen Parlaments
- Marie-Madeleine Duruflé (1921–1999), französische Organistin
- Marie-Madeleine de La Fayette (1634–1693) war eine französische Adelige und Schriftstellerin
- Marie-Madeleine Fourcade (1909–1989), französische Widerstandskämpferin der Résistance, 1980/81 Mitglied des Europäischen Parlaments
- Marie-Madeleine Jodin (1741–1790), französische Schauspielerin, Philosophin und Feministin
- Marie-Madeleine Mborantsuo (* 1955), gabunische Juristin, Präsidentin des Verfassungsgerichtes der Republik Gabun
- Marie Madeleine Seebold (1866–1948),  US-amerikanische Malerin